# 5142 Okutama
5142 Okutama (1990 YD) là một tiểu hành tinh vành đai chính được phát hiện ngày 18 tháng 12 năm 1990 bởi Hioki và Hayakawa ở Okutama.